# Алиса, грофица од Дампјера
Алиса, грофица од Дампјера (фр. Alix, comtesse de Dampierre; Брисел, 8. јул 1984) је принцеза из Куће Лиње, ћерка Мишела де Лиња и Елеоноре од Орлеана и Брагансе, а након удаје 2016. године понела је титулу грофице од Дампијера. Алисија је такође члан бразилске царске породице, која припада кући Орлеана и Брагансе.
Принцеза Алиса, грофица од Дампиерре је била наследница куће Лиње од свог рођења 1984. до рођења њеног брата Анрија Антонија де Лиња 1989. године.

## Образовање и формирање
Студирао је у белгијским католичким интернатима и тренутно студира инжењерство на једном белгијском универзитету. Она није у реду сукцесије на изумрлом трону Бразила иако није поднела оставку, тако да њен брак није прави брак.
Француски часопис Поинт де Вуе прогласио је 2006. године Алиса, грофица од Дампиерре за једну од најлепших жена Европе. 

## Пад лета 447
Године 2009. принцеза грофица од Дампиерре је скоро била умешана у несрећу Ер Франса на лету 447, јер је речено да путује са својим рођаком Педром Луизом од Орлеана и Брагансе и четвртом у реду за угашени бразилски трон. Међутим, није успео да обезбеди место на истом лету и на крају је отпутовао на другом, неколико сати раније. 

## Брак и потомство
Принцеза се удала за грофа Гиљерма де Дампијера, европског племића, 2016. године. Брак ју је учинио популарном у Француској и Белгији и помало у Бразилу .     
На венчању су учествовали угледни гости као што су: краљица Матилда од Белгије, Марие Лауре од Белгије, Рафаел од Орлеана и Брагансе, Марие-Габриелле од Орлеана и Брагансе, Анри Антоние де Лигне и чланови других краљевских породица.   
Принцеза Алиса, грофица од Дампиерре и гроф Гиљермо имали су двоје деце :
- Олимпие де Дампиерре (рођен 21. децембра 2017.)
- Гуи Аудоин де Дампиерре (рођен 2019.)

## наслова и стилова
- 3. јул 1984. – 1. март 1989. године : Њено Височанство принцеза од Лиња
- 01.03.1989 – 18.06.2016 : Њено Височанство Принцеза Алик Марие де Лигне
- Од 18.06.2016 : Њено Височанство принцеза Алик Марие де Лигне, грофица Гуиллауме де Дампиерре